# Bushcraft

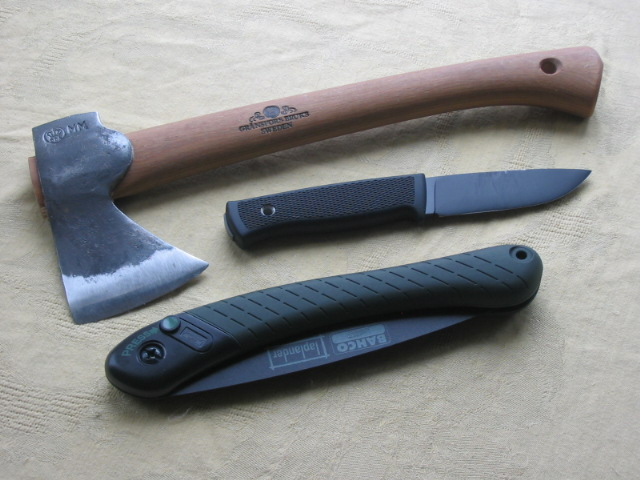
El cuchillo, el hacha y la sierra son las herramientas básicas mas utilizadas del bushcraft.

Bushcraft es el uso y la práctica de habilidades, la adquisición y el desarrollo de conocimientos y comprensión, con el fin de sobrevivir y prosperar en el medio ambiente natural.
Por lo tanto, las habilidades de Bushcraft proporcionan las necesidades fisiológicas básicas para la vida humana: alimentos (a través de forrajeo, seguimiento, caza, captura y pesca), abastecimiento y purificación de agua, construcción de refugios y técnicas para hacer fuego. Estos pueden complementarse con experiencia en la fabricación de cordeles y nudos, tallado en madera, medicina/salud y navegación natural.
Bushcraft incluye el conocimiento para manejar ciertas herramientas tales como cuchillos y hachas bushcraft. Un bushcrafter puede usar estas herramientas para crear muchos tipos diferentes de construcciones, desde canoas hasta refugios.
El término bushcraft fue popularizado en el hemisferio sur por Les Hiddins (el hombre de Bush Tucker), así como en el hemisferio norte por Mors Kochanski y más recientemente ganó una moneda considerable en el Reino Unido debido a la popularidad de Ray Mears y sus programas de televisión bushcraft y de supervivencia. El origen de la frase "bushcraft" proviene de las habilidades utilizadas en el país de los arbustos de Australia. A menudo, las frases "habilidades en el desierto" o "artesanía en madera" se utilizan, ya que describen las habilidades utilizadas en todo el mundo.

## Etimología
La definición de bushcraft del Oxford English Dictionary es "habilidad en asuntos relacionados con la vida en el monte".
La palabra se ha utilizado en su sentido actual en Australia y Sudáfrica al menos desde la década de 1800. Bush en este sentido es probablemente una adopción directa del holandés 'bosch', (ahora 'bos') originalmente utilizado en las colonias holandesas para bosques y campo cubierto de madera natural, pero extendido al uso en las colonias británicas, aplicado a los distritos no cultivados o no cultivados, todavía en un estado de naturaleza. Más tarde esto fue utilizado por extensión para el país en lugar de la ciudad. En el sur de África, obtenemos bushman del "boschjesman" holandés aplicado por los colonos holandeses a los nativos que viven en el monte. En América del Norte, donde también hubo una colonización considerable por parte de los neerlandeses, tenemos la palabra «bushwacker», que se acerca a la neerlandesa «bosch-wachter» (ahora «boswachter») que significa «guardián de bosques» o «guardabosques».
Históricamente, el término se ha visto en los siguientes libros (entre otros):
- Títulos preliminares para El arte de viajar de Francis Galton, publicado en 1854, incluido Bushcraft o Ciencia de los Viajes y Bushcraft o los Turnos y ciencia de los viajes en otros países [3]
- La historia de la exploración australiana de 1788 a 1888 de Ernest Favenc; publicado en 1888.
- Mi brillante carrera de Miles Franklin; publicado en 1901.
- Fotos de la campaña de la guerra en Sudáfrica (1899-1900) de A. G. Hales; publicado en 1901.
- Los exploradores de Australia y su vida-trabajo de Ernest Favenc; publicado en 1908.
- Nosotros del Nunca Jamás de Jeannie Gunn; publicado en 1908.
- La vida del capitán Matthew Flinders de Ernest Scott; publicado en 1914.

## Marca registrada
La palabra bushcraft fue registrada por Bushcraft USA LLC. La solicitud se presentó el 30 de julio de 2012 y se emitió el 12 de noviembre de 2013. Esta marca comercial es una marca de servicio para el uso general de la palabra bushcraft, y no se limita a las formas electrónicas de comunicación o comercio. Sin embargo, la validez de ésta se ha puesto en duda (anulada) ya que la marca fue utilizada comercialmente por Mors Kochanski en 1981, 31 años antes, y de nuevo en 1988, 24 años antes de que Bushcraft USA reclamara la Marca.

## Promotores
El escritor australiano de origen irlandés  Richard Graves tituló sus manuales al aire libre "The 10 bushcraft books".
El instructor canadiense de vida silvestre Mors Kochanski publicó el libro "Northern Bushcraft" en 1981 y una edición ampliada del libro en 1988. Ha declarado en numerosas ocasiones que el título del libro era una referencia explícita a la obra de Graves.
El término ha gozado de una popularidad reciente en gran parte gracias a Ray Mears, Cody Lundin, Les Hiddins, Les Stroud, Dave Canterbury y Mors Kochanski y sus programas de televisión.